# Tapio Mäkelä
Tapio Mäkelä, född 12 oktober 1926 i Nastola, död 12 maj 2016, var en finländsk längdskidåkare som tävlade under 1950-talet. Han vann två medaljer vid Olympiska vinterspelen i Oslo 1952: guld och silver. Han vann även ett guld på 4 x 10 km stafett i VM 1954 i Falun.